# Yukio Goto
Yukio Goto (後藤 靱雄, Goto Yukio, ? – 1976)  foi um jogador de futebol japonês . Ele jogou pela seleção do Japão .

## Carreira do clube
Goto nasceu em Kobe . Ele jogou para Kwangaku Club, que era composto por alunos graduados da Universidade Kwansei Gakuin. Ele ganhou em 1929 e 1930 a Copa do Imperador pelo clube.

## Carreira pela seleção
Em maio de 1930, quando Goto era um estudante da Universidade Kwansei Gakuin, ele foi escalado para a Seleção Japonesa de Futebol para os Jogos do Extremo Oriente de 1930 em Tóquio e o Japão ganhou o campeonato. Nesta competição, em 25 de maio, ele estreou contra as Filipinas . Em 1934, ele também foi convocado pelo Japão para os Jogos do Extremo Oriente de 1934 em Manila . Nesta competição, ele jogou 2 jogos como capitão da equipe do Japão. Ele jogou 4 partidas pelo Japão até 1934.

Goto morreu em 1976.